# Аліас
Аліас (англ. Alias) — сукупність імен, під якими користувач відомий в комп'ютерній мережі, або ж імена, під якими мережевий ресурс (сайт, пристрій, файл) зареєстровані в мережі.
Аліаси дають можливість, наприклад: отримати електронну пошту абоненту на дві чи більше електронних адрес, зв'язатися з FTP сервером використовуючи кілька різних імен; або заходити на сайт, використовуючи різні URL.
У LISP-подібних мовах, або програмах, що його використовують, можливим є використання і/або прописування команд аліасами (ще відомі під терміном псевокоманди). Приклад: AutoCAD.